# Landesamt für Digitalisierung, Breitband und Vermessung

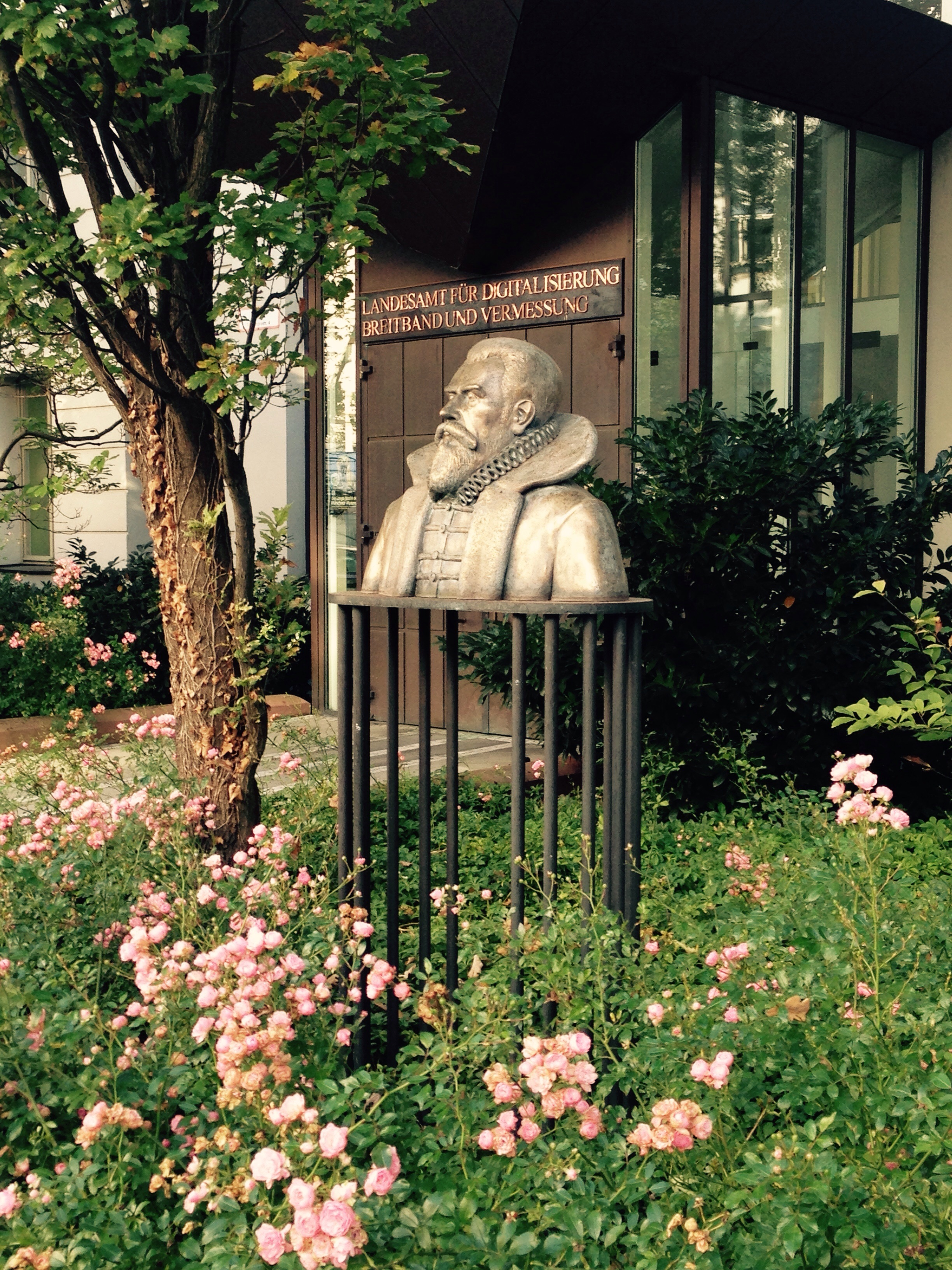
Haupteingang des LDBV

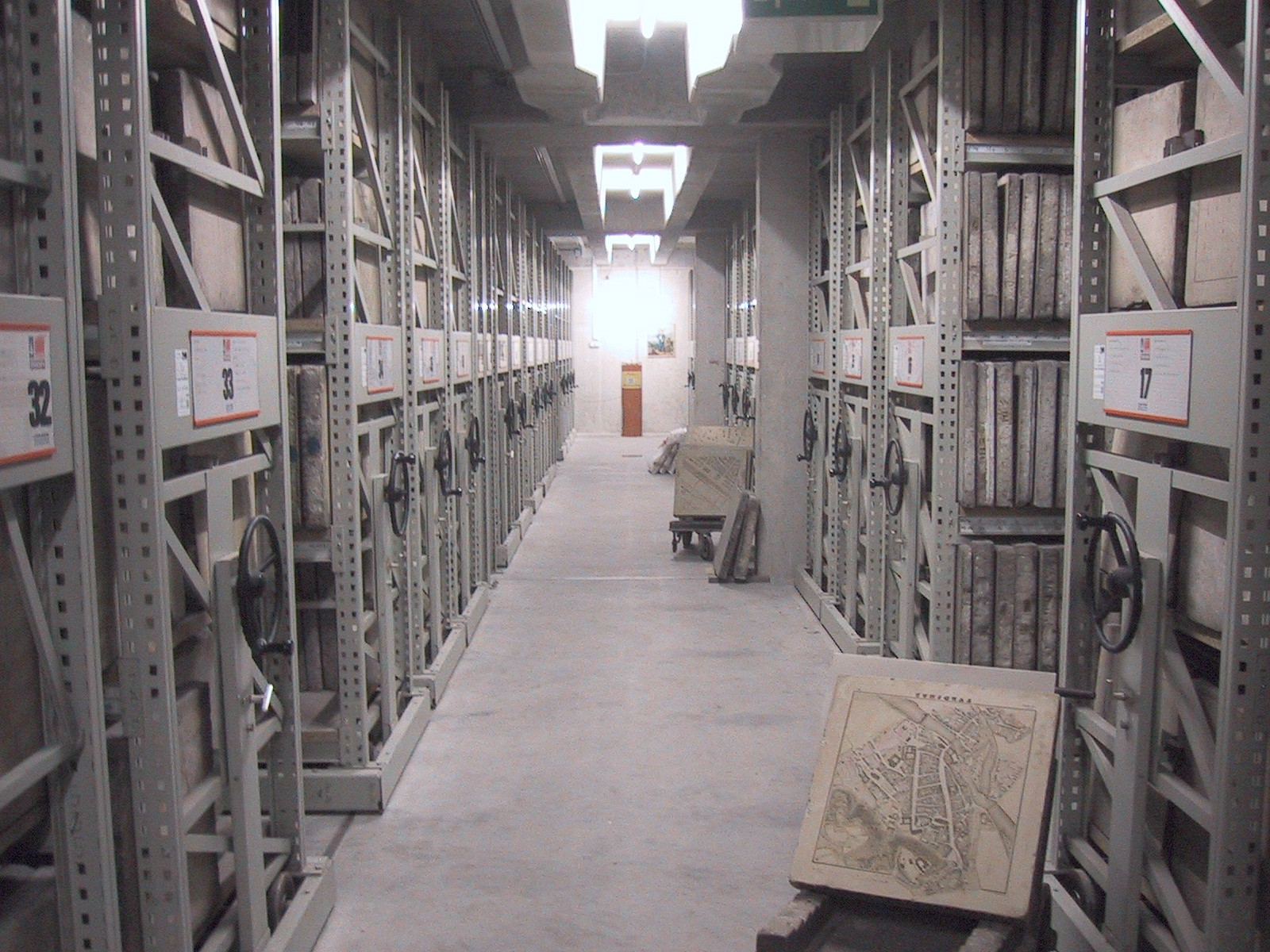
Archiv mit Lithografieplatten im LDBV (München)

Das Landesamt für Digitalisierung, Breitband und Vermessung (LDBV), bis zum 31. Dezember 2013 Landesamt für Vermessung und Geoinformation (LVG), bis 2005 Bayerisches Landesvermessungsamt, ist eine Landesbehörde im Geschäftsbereich des Bayerischen Staatsministeriums der Finanzen und für Heimat (Abteilung VII „Digitalisierung, Breitband und Vermessung“). In der Bayerischen Vermessungsverwaltung (BVV) fungiert es als Mittelbehörde zwischen dem Staatsministerium und den bayernweit 51 Ämtern für Digitalisierung, Breitband und Vermessung.

## Geschichte

### Historische Ursprünge
Während des Zweiten Koalitionskriegs zwischen Frankreich und Österreich sowie Bayern besetzte die französische Armée du Rhin unter General Moreau im Frühjahr 1800 Bayern und forderte dringend „astronomisch und geographisch richtige Karten“. Da man in München damit nicht dienen konnte, wurde eine Commission de Route mit der Anfertigung von Karten beauftragt. Kurfürst Maximilian IV. Joseph (der spätere König Maximilian I.) war gut beraten, die Aktivitäten der Franzosen fortzuführen und dazu am 19. Juni 1801 das Topographische Bureau zu gründen, das sich bald zusammen mit der 1808 gegründeten Königlichen Unmittelbaren Steuervermessungskommission zum Vorreiter auf vermessungstechnischem Gebiet entwickelte.
Von Philipp Apian über Joseph von Utzschneider bis zu Alois Senefelder, herausragende Persönlichkeiten prägen die Geschichte der bayerischen Landesvermessung und Kartographie.

### Gegenwart
Das LVG entstand am 1. August 2005 im Zuge der Verwaltungsreform in Bayern durch Zusammenlegung des bislang für die Landesvermessung zuständigen Bayerischen Landesvermessungsamtes und der für die Katastervermessung zuständigen Vermessungsabteilungen der Bezirksfinanzdirektionen (heute Landesamt für Finanzen, LfF).
Am 1. Januar 2014 wurde das Rechenzentrum Süd aus dem Bayerischen Landesamt für Statistik (bis dahin Bayerisches Landesamt für Statistik und Datenverarbeitung) aus- und in das LVG eingegliedert. Der neue Name des Amtes ist Landesamt für Digitalisierung, Breitband und Vermessung. Das Rechenzentrum Süd verbleibt jedoch nahezu vollständig unter einem Dach mit dem Landesamt für Statistik im Dienstgebäude in der St.-Martin-Straße in München.

## Organisation

### Allgemein
Das LDBV hat seinen Sitz in München. Seine Funktion als Mittelbehörde für die 51 Ämter für Digitalisierung, Breitband und Vermessung nimmt es durch die drei Regionalabteilungen in München, Landshut und Schwabach wahr. Leiter des LDBV ist seit 1. Januar 2023 Daniel Kleffel. Am LDBV arbeiten ca. 1160 Mitarbeiter und an den Ämtern für Digitalisierung, Breitband und Vermessung ca. 2440.

### Ämter für Digitalisierung, Breitband und Vermessung
Die 51 Ämter für Digitalisierung, Breitband und Vermessung (ÄDBV) mit ihren 22 Außenstellen, über ganz Bayern verteilt, führen und aktualisieren täglich das Liegenschaftskataster, mit ca. 30.000 Grundstücksvermessungen im Jahr. Über 10 Mio. Flurstücke sind hier in digitaler Form dokumentiert. Mit Gebäudeeinmessungen dokumentieren die Messtrupps Neubauten und Veränderungen an Grundrissen. Zudem unterstützen die ÄDBV die Kommunen beim Ausbau des schnellen Internets.

### Weitere Ämter und Standorte
Dem LDBV zugeordnet sind ferner das Bayerisches Landesluftbildzentrum mit Sitz in Neustadt a.d.Aisch, das Breitbandzentrum Amberg und das IT-Dienstleistungszentrum des Freistaats Bayern (IT-DLZ). Der Hauptstandort des IT-DLZ befindet sich in München-Giesing, weitere Standorte sind in Augsburg, Fürth, Landshut, Marktredwitz, Nürnberg, Regensburg und Straubing. Aktuell entsteht die Betriebsstelle der Geodateninfrastruktur in Hof, die Geodatenbank Bayern in Waldsassen und die Digitalen Landkarten in Windischeschenbach. Das IT-DLZ betreibt u. a. eine zentrale Plattform, die behördenübergreifend Postfächer für die staatlichen Dienststellen im Bayerischen Behördennetz bereitstellt, physikalische und virtuelle Server, zentrale und hochverfügbare Datenbanken für Fachverfahren und Standardanwendungen sowie moderne Plattformen für die Speicherung von Dateien.

### Lithographiesteinarchiv

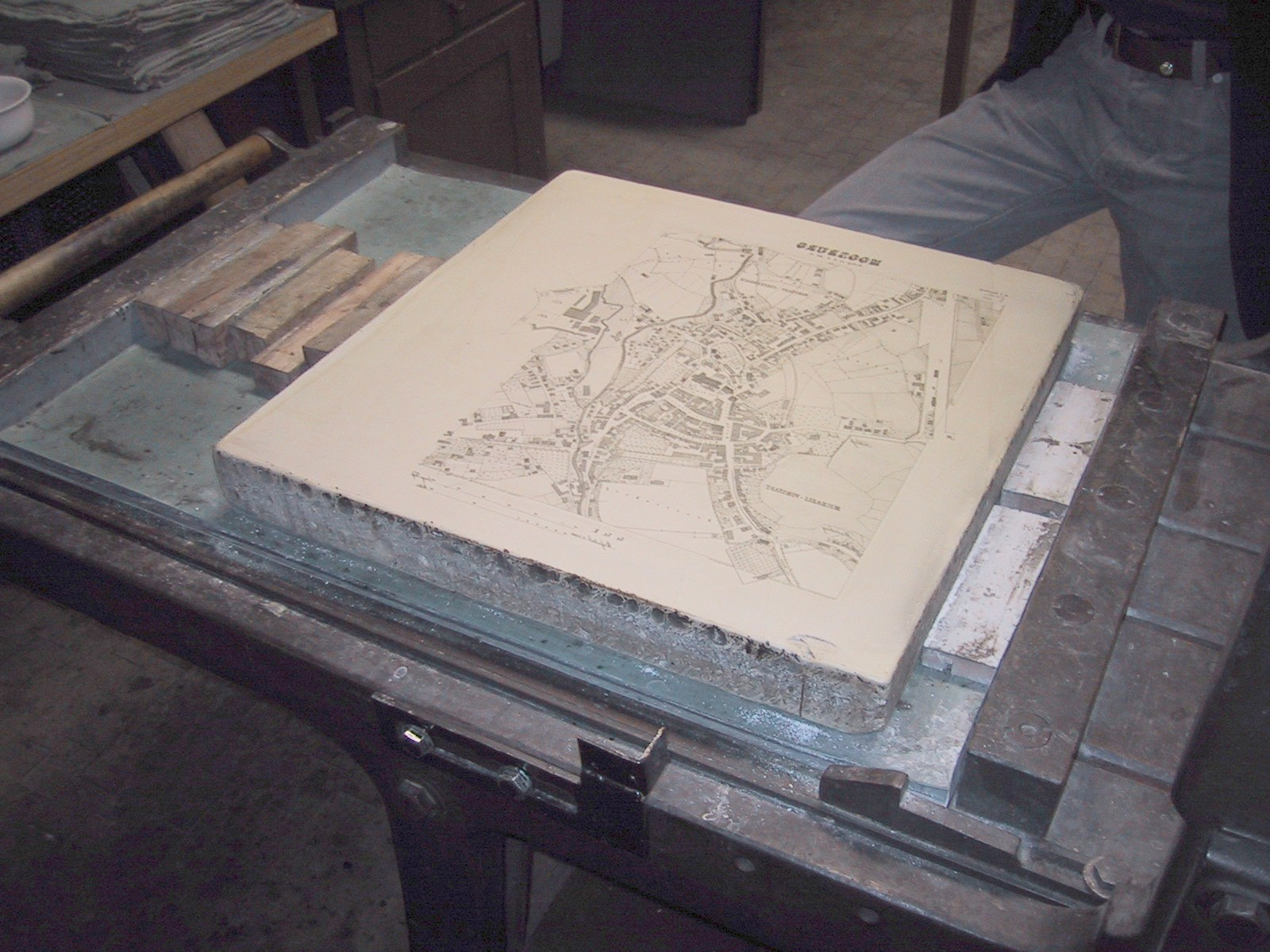
Die Platte mit der Karte von Moosburg

Der Steinkeller im Landesamt für Digitalisierung, Breitband und Vermessung ist das größte Lithographiesteinlager der Welt. Auf 26.634 Steinplatten wurden hier die Karten der ersten Grundstücksvermessung in Bayern archiviert. Die Steine wiegen ca. 1700 Tonnen. Der Vorteil des verwendeten Solnhofener Plattenkalkes war unter anderem die Formtreue über lange Zeit (im Gegensatz zum Beispiel zu Papier). Dementsprechend wurden die Lithographiesteine bis Mitte des 20. Jahrhunderts für die Vervielfältigung der Karten verwendet. Seit 1980 steht das Archiv unter Denkmalschutz.

### Feldgeschworene
Die Institution der Feldgeschworenen in Bayern ist das älteste bekannte und noch erhaltene kommunale Ehrenamt in Bayern.

## Digitalisierung
Die Geodaten des Landesamtes für Digitalisierung, Breitband und Vermessung liegen vollständig digital vor und werden u. a. auch von privaten Kartendiensten wie Google Maps gegen die Entrichtung von Lizenzgebühren verwendet. Der BayernAtlas ist für jedermann kostenlos und ohne Anmeldung zugänglich. Verschiedene Karten- und Luftbilddaten sind infolge der OpenData-Initiative der Bayerischen Staatsregierung unter der freien Lizenz online verfügbar.